# Вильнёв, Жиль
Жозе́ф Жи́ль Анри́ Вильнёв (фр. Joseph Gilles Henri Villeneuve; [ʒil vilnœv]о файле 18 января 1950, деревня (теперь город) Шамбли, Квебек, Канада — 8 мая 1982, госпиталь Святого Рафаэля в Лёвене, Бельгия) — канадский автогонщик, пилот Формулы-1. Провел 67 Гран-при, в шести из которых одержал победу. Получил смертельные травмы в аварии во время квалификации Гран-при Бельгии 1982 года.
Отец чемпиона мира Формулы-1 1997 года Жака Вильнёва, старший брат автогонщика Жака Вильнёва-старшего.
Именем Вильнёва назван автодром в Монреале.

## Биография

### До Формулы-1
Жиль Вильнёв начал свою карьеру с популярных в то время в Канаде состязаний на снегоходах. Деньги и опыт, заработанные в гонках на снегу, помогли Вильнёву стать одним из лучших пилотов в национальных чемпионатах Формулы-Форд и Формулы-Атлантик.
Снегоходы очень непредсказуемы в управлении, они научили его контролировать гоночный автомобиль.
В Формуле-Атлантик он выступал за команду Ecurie Canada, едва сводившей концы с концами. Дошло до того, что в Моспорт-Парке он превратился в зрителя, поскольку команда не уплатила стартовый взнос.

### Сезон 1977

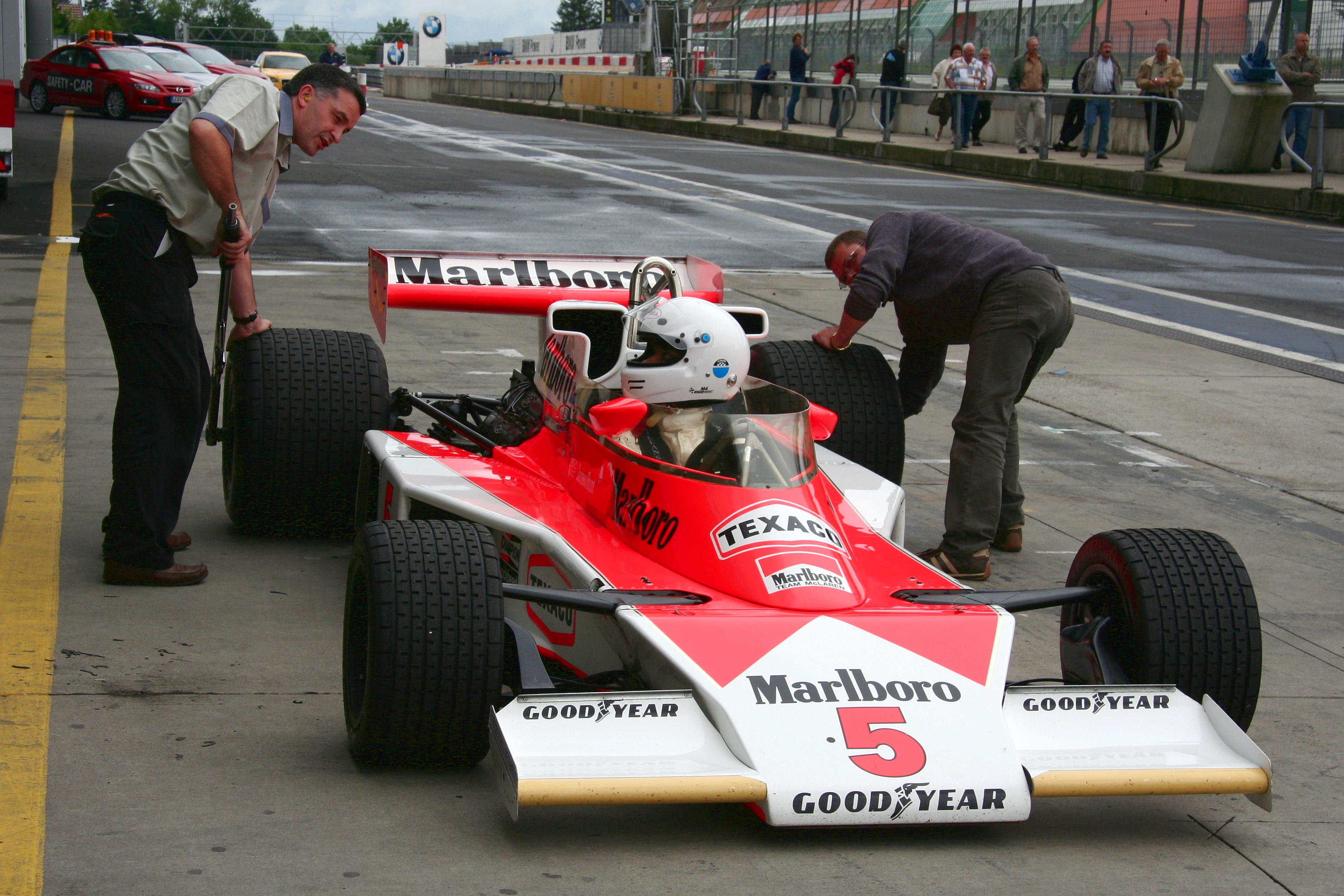
McLaren M23 Вильнёва на сезон (фото 2007 года).

В 1977 году с подачи экс-пилота Формулы-1 Криса Эймона, работавшего на тот момент тестером в новорожденной команде Уолтера Вольфа, Вильнёв попал в мир Больших призов. Также во многом этому поспособствовал чемпион мира и первый пилот McLaren Джеймс Хант, который проникся талантом Жиля во время своего участия в показательных выступлениях в Канаде. По приезде в Европу, Хант порекомендовал начальнику своей команды Тедди Майеру взять канадца. McLaren согласился предоставить Вильнёву свою прошлогоднюю модель М23. Вильнёв дебютировал в 1977 году на Гран-при Великобритании за McLaren. Канадца посадили в болид со старым шасси M23 третьим пилотом. Это стало возможным потому, что Джеймс Хант и Йохен Масс участвовали на болидах с усовершенствованным шасси M26. Вильнёв квалифицировался девятым и вполне мог завоевать очки в первом же своем Гран-при: помешал испорченный термометр, который показывал, будто движок перегревается, и он был вынужден пропустить много времени в боксах из-за неисправного датчика температуры, чтобы проверить наличие повреждения системы охлаждения. Этот вынужденный заезд в боксы помешал Вильнёву финишировать выше седьмого места. В итоге Вильнёв финишировал одиннадцатым. После уик-энда Вильнёв был награждён призом Driver of the day за свой агрессивный и цепкий гоночный характер, не характерный для новичка. Несмотря на столь многообещающий дебют, шеф McLaren Тедди Майер был связан обязательствами перед своими пилотами Йохеном Массом и Джеймсом Хантом и не смог предложить ничего стоящего. А спустя всего два дня гонщику позвонили из Маранелло. К тому времени двукратный чемпион мира Ники Лауда вконец разругался с руководством Ferrari, и Жилю предложили заменить австрийца в двух финальных Гран-при сезона — Канаде и Японии.
Энцо Феррари вспоминал, что когда он впервые увидел Вильнёва, тот чем-то напомнил ему великого Тацио Нуволари. Коммендаторе, человек сложный, не прощающий своим пилотам ни единой ошибки, был без ума от канадца. Возможно, старый итальянец, переживший смерть своего сына, испытывал к Вильнёву отцовские чувства.
Одна из индульгенций была выдана Вильнёву уже после второй гонки за Ferrari. В Японии его машина налетела на заднее колесо Tyrrell Р34 Ронни Петерсона, как на трамплине — взлетела вверх на 15 метров и рухнула за ограждениями трассы, убив оказавшихся там фотографа и маршала, и ранив ещё с десяток зрителей. Журналисты тут же устроили Вильнёву настоящую травлю, заклеймив его как дилетанта, которому не место в Формуле-1.

### Сезон 1978
Ему понадобился целый год, чтобы изменить превратное представление: долгие тест-сессии на домашнем треке Ferrari во Фьорано и первые очки. В Австрии Вильнёв финишировал третьим и завоевал свой первый подиум. В последней гонке сезона Вильнёв одержал победу на домашней трассе на глазах своих болельщиков в Монреале.

### Сезон 1979

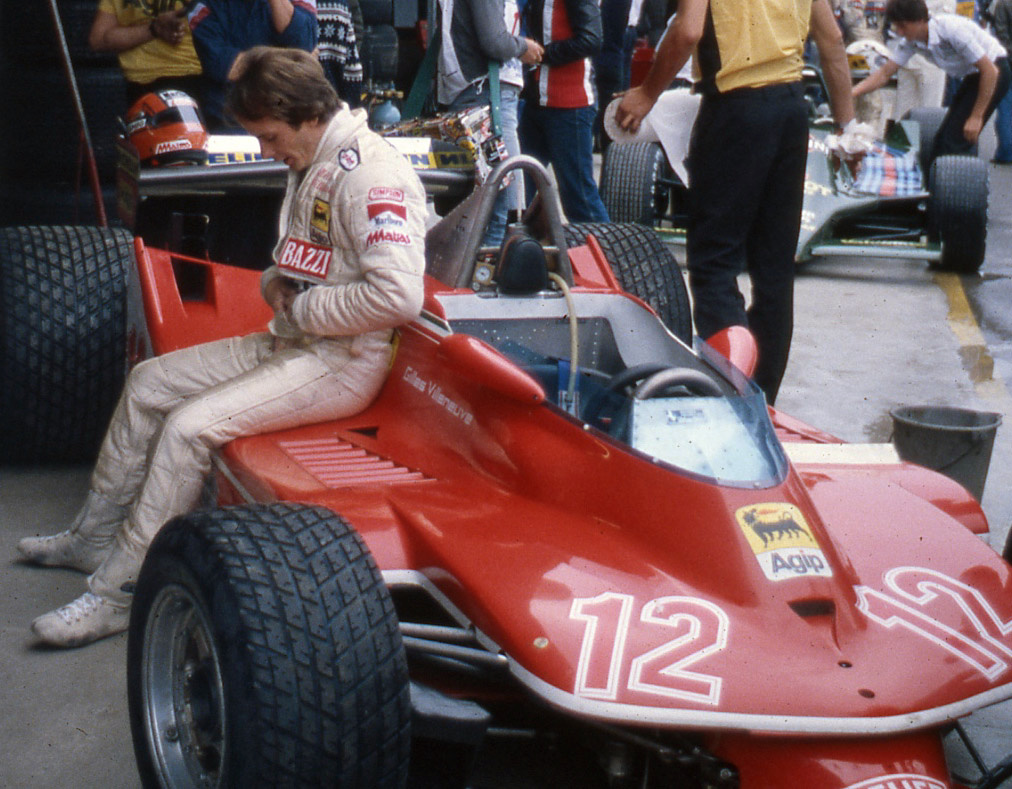
Вильнёв сидит на своём болиде в Имоле в году.

После первого полного сезона в Формуле-1 и в Ferrari Энцо Феррари всё ещё не видел Вильнёва в качестве первого пилота команды. На место ушедшего в Лотус Ройтемана пригласили южноафриканца Джоди Шектера в надежде, что тот принесёт команде титул. О переходе Шектера начали думать уже в конце 1978 года, также в Маранелло думали о том, чтобы на место Жиля пригласить француза Депайе в случае, если канадец будет против того, чтобы оставаться вторым пилотом. Но Вильнёв дал понять, что он готов поработать на команду и помочь команде и Шектеру в достижении результата, к которому они стремились.
Талант Жиля раскрылся в первых гонках этого сезона. На Интерлагос в Бразилии заработал первые очки в новом году. Он финишировал впереди своего напарника, на пятом месте. В следующей гонке, в Южной Африке он одержал свою вторую победу. Так же в этом сезон он выиграл две гонки в США: в Лонг-Бич и на Уоткинс-Глен. В Дижоне Вильнёв занял вторую ступень подиума. Эта гонка вошла в историю Формулы-1: на последних кругах Рене Арну ехал за Жилем, не предпринимая никаких попыток его обогнать, однако когда узнал о неполадках в управляемости болида канадца и проблемах с шинами, начал атаковать, установив по ходу гонки быстрый круг. Рене сумел догнать и обогнать Жиля Вильнёва, но тут же мотор на его Рено начал терять свою мощность. Получившаяся на последних кругах плотная борьба Вильнёва и Арну считается одним из самых примечательных эпизодов в истории Формулы-1. Гонщики использовали всю ширину трассы вместе с обочинами, множество раз вылетали и сталкивались колёсами, несколько раз менялись позициями. На финише последнего круга Арну зашёл в последний поворот чуть шире, чем нужно, и Вильнёв смог проскользнуть вперед, финишировав на четверть секунды впереди соперника. Впоследствии оба гонщика очень высоко отзывались об этой борьбе:

Жиль Вильнёв:

Это лучшее моё воспоминание из мира гонок. Эти несколько кругов были просто фантастическими — мы пытались обойти друг друга на торможениях и разгонах, постоянно сталкивались друг с другом, но не потому, что хотели вытолкнуть соперника с трассы. Эта была борьба двух парней за второе место, не пытавшихся играть грязно, а вынужденно сталкивавшихся из-за желания быть первыми. Я в восторге!
Оригинальный текст (англ.)That is my best memory of Grand Prix racing. Those few laps were just so fantastic to me - out-braking each other and trying to race for the line, touching each other but without wanting to put the other car out. It was just these two guys battling for second place without trying to be dirty but having to touch because of wanting to be first. I loved that moment!

Рене Арну:

Дуэль с Жилем я никогда не забуду. Вы знаете, гоняться так можно только с тем, кому ты полностью доверяешь, и такие люди не часто попадаются. Да, он обыграл меня, да ещё и во Франции, но меня это не печалит. Я знаю, что проиграл лучшему гонщику в мире.
Оригинальный текст (англ.)The duel with Gilles is something I'll never forget. You can only race like that, you know, with someone you trust completely, and you don't meet many like him. He beat me, yes and in France, but it didn't worry me. I knew I'd been beaten by the best driver in the world.

Напряжённая схватка за второе место отвлекла внимание от уверенной победы Жабуя, которая стала, во множестве смыслов, первой в Формуле-1: для гонщика, для команды, для турбомотора. Фактически, эта победа обозначила начало новой эры — вскоре большинство болидов стали оборудовать турбомоторами.
По ходу сезона Вильнёв на каком-то промежутке времени опережал Шектера, победившего в Зольдере и Монако. Развязка наступила в Монце. Победа Шектера делала его чемпионом, победа Жиля — чемпионство Джоди откладывало. В гонке канадец стартовал с пятой позиции, а его напарник с третьей. Финишную черту они пересекли вместе, с разницей меньше в половину секунды. После гонки Вильнёв сказал, что не старался атаковать своего партнёра по команде, это был день Джоди, для Вильнёва главное гонки, Вильнёв был уверен, что он ещё успеет выиграть чемпионат, а для Шектера карьера в Формуле-1 подходила к концу. В итоге Жиль Вильнёв стал вице-чемпионом мира 1979 года, уступив 4 очка Шектеру, но тифози отдали должное Вильнёву, считая его не менее достойным чемпионского титула.

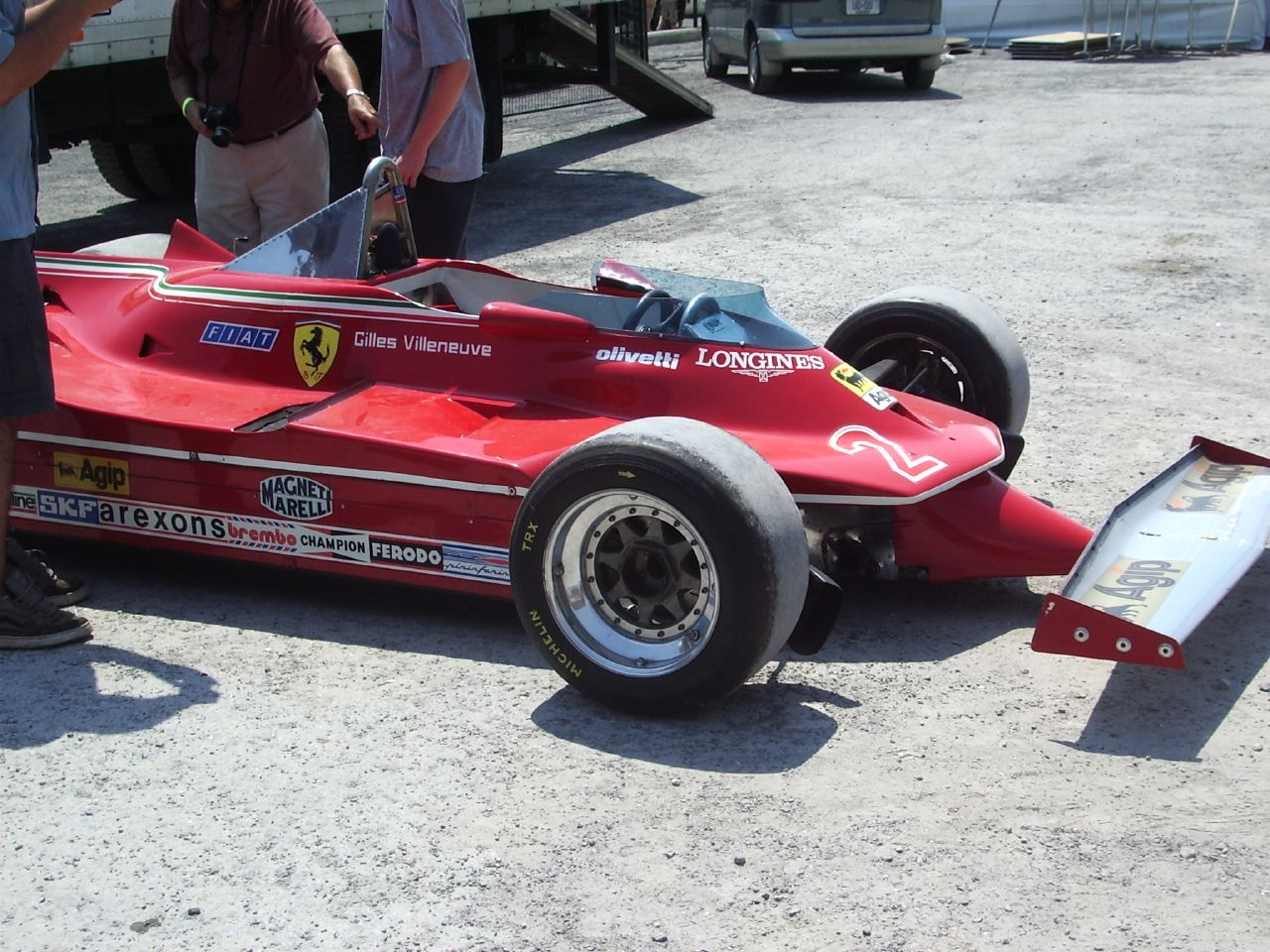
Болид Ferrari 312 T5 Жиля Вильнёва на сезон года.

### Сезон 1980
1980 год сложился для пилота непросто, как и для всей команды. При разработке машины для нового сезона, команда выбрала неправильную стратегию, что привело к грандиозному провалу: канадец и южноафриканец с трудом финишировали в очках, а в квалификации, зачастую, боролись не за позицию на стартовой решётке, а просто за право выйти на старт. Столь большая неудача привела к потере мотивации для Шектера в участии в гонках. В этом году напарник Вильнёва только в одном Гран-при сумел заработать очки и по окончании сезона Шектер досрочно завершил карьеру гонщика. Вильнёв попадал в очки пять раз, при том, что за весь сезон не смог финишировать выше пятого места.

### Сезон 1981
В 1981 году Ferrari создала свой турбомотор, и Вильнёв доводил его на шасси 126C во Фьорано. Ferrari начинала новую игру, пригласив француза Дидье Пирони — победителя 24 часа Ле-Мана 1978 года. Приход быстрого и результативного напарника подстегнул Вильнёва, и лидер команды ответил блестящими результатами. В то время Вильнёв был готов пригласить в своё расположение любого, поскольку знал, что новая машина сможет принести ему чемпионский титул. В тот год он одержал две блестящие победы. В Монако показал всё, на что он способен, когда отыграл 6 секунд отставания от Алана Джонса и за четыре круга до финиша вышел на первое место. В том же стиле он выиграл и следующий Гран-при, в Испании, правда, в Хараме он опередил Джонса ещё на тринадцатом круге, после чего возил позади себя группу из пяти соперников.
Во второй половине чемпионата ему не удавалось показывать таких же блестящих результатов, как в самом начале.

### Сезон 1982
К 1982 году состав пилотов Ferrari не изменился. Вильнёв и Пирони напряжённо готовились к сезону, дорабатывая свои болиды на предсезонных тестах, однако первые гонки принесли обескураживающий результат: три схода на первых двух этапах и всего одно очко. На Гран-при США-Запад в Лонг-Бич, несмотря на третье место в гонке, Вильнёв был дисквалифицирован за то, что на его болиде стояло антикрыло необычной конструкции.

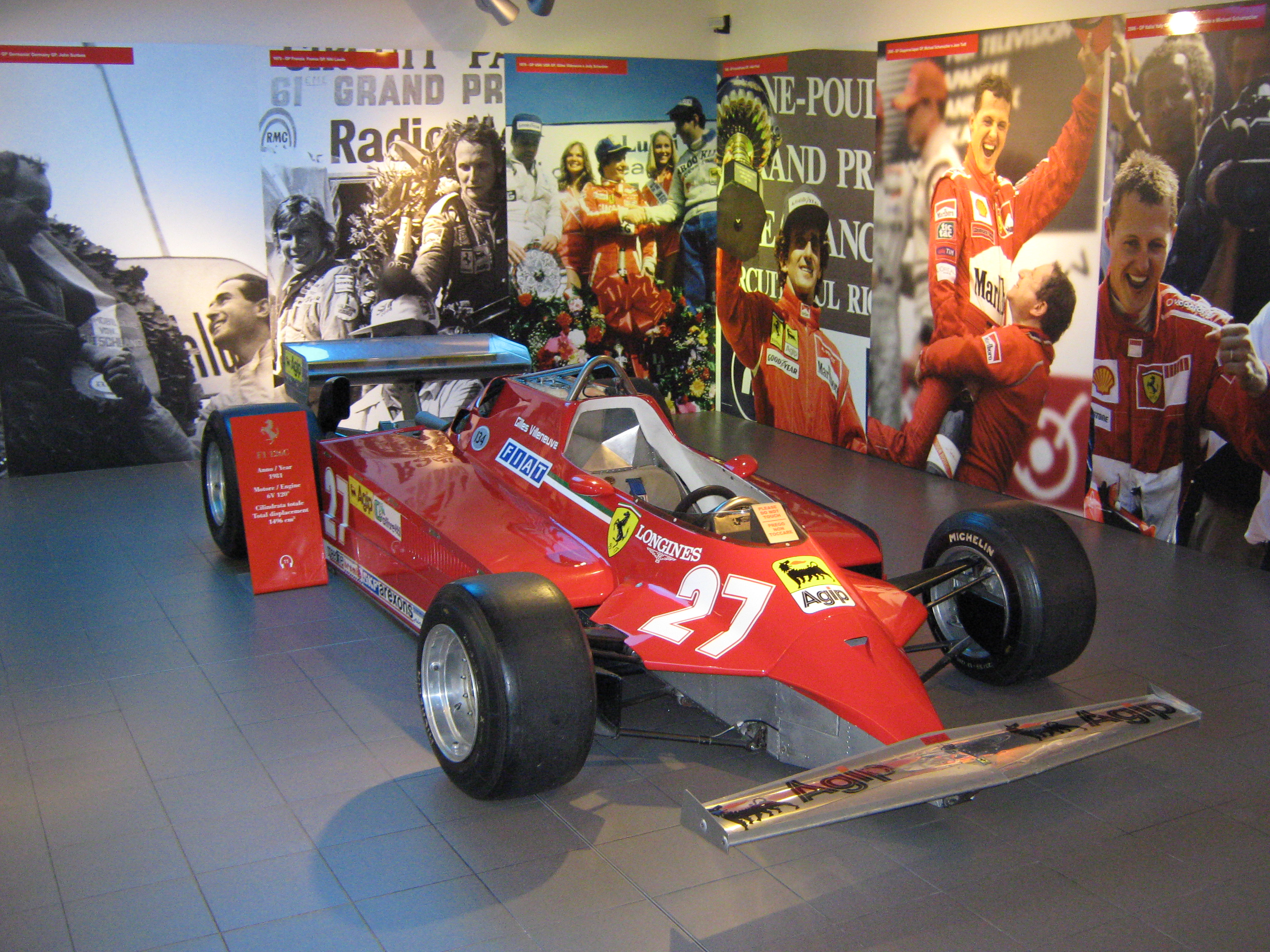
Ferrari 126 CK, на котором выступал Жиль Вильнёв в 1981 году

Четвёртый этап сезона проходил в Имоле на автодроме Энцо и Дино Феррари. Вильнёв и Пирони заняли третье и четвёртое место на стартовой решётке. Началась гонка, и лидерство захватил обладатель поула, фаворит Рене Арну на «Рено», но на двадцать седьмом круге его потеснил Вильнёв. Арну смог восстановить статус-кво на тридцать первом круге. Шёл сорок четвёртый круг, когда двигатель у «Рено» загорелся, Вильнёв на тот момент уже вышел в лидеры, Рене Арну вынужден был прекратить гонку, съехав на обочину. Следом за Вильнёвом следовал его напарник Пирони. Сразу после схода Арну, Вильнёв сбросив скорость и притормозив у обочины, пропустил вперёд Пирони. Тут же из Скудерии пилотам показали таблички с приказом «SLOW», призывая гонщиков ехать медленнее, без риска, и экономить топливо, тем самым добраться до финиша в целости, привезя команде Ferrari дубль. Лидерство Пирони длилось лишь пару кругов. Они ехали круг за кругом, ещё по разу потеснив друг друга с первой позиции. На последний круг Вильнёв вышел лидером, но уже после первого поворота «Тамбурелло» Пирони начал атаку Вильнёва, что привело к обгону в повороте «Вильнёв» и блокировке Вильнёва в «Тозе». Такое поведение Дидье Пирони застало Жиля Вильнёва врасплох — он представить себе не мог, что его друг и напарник был готов нарушить внутрикомандную договорённость, поставив свои прагматические интересы выше личных отношений. Вильнёв уже не в силах был обогнать Пирони, который финишировал на треть секунды быстрее Вильнёва. На награждении Вильнёв выглядел удручённым, и вскоре покинул подиум расстроенным, не дождавшись завершения церемонии награждения. После этого уик-энда канадец поклялся «бить» Пирони в каждой гонке.
Но через тринадцать дней, 8 мая, после Гран-при Сан-Марино, Вильнёв не в силах был превзойти квалификационное время напарника на Гран-при Бельгии. Лучшее время круга Вильнёва на трассе в Золдере было на 0,115 секунды больше, чем у француза. Шли последние минуты квалификации, и Вильнёв отправился на последний заезд в надежде попытаться улучшить результат. За 8 минут до конца квалификации тридцатидвухлетний канадец ведёт болид на пределе, и после прохождения поворота «Бутте» Ferrari № 27 на огромной скорости задевает передним левым колесом правое заднее колесо автомобиля March Йохена Масса — бывшего напарника Вильнёва по McLaren. В результате столкновения машина Жиля взлетела вверх, по инерции пролетела до поворота «Терламенбохт», совершив несколько ужасающих кульбитов, перед тем как рухнуть на асфальт. Рывок был такой силы, что ремни безопасности не выдержали и сорвались с креплений, пилота выбросило из кокпита вместе с сиденьем. От машины уже остался один только корпус, двигатели и колёса разлетелись по всему участку трека. Вильнёв пробил одно ограждение и ударился затылком о столбик следующего с такой силой, что с головы пилота слетел шлем. Подоспевший к месту аварии доктор Сид Уоткинс обнаружил, что канадец не дышит. Ему при помощи кислородной маски сумели восстановить дыхание. Уоткинс заметил странную деталь: на гонщике не было не только шлема, но и ботинок, и даже носков. Что его поразило ещё больше, так это то, что при такой тяжести аварии на «маленьком канадце» не было ссадин, гематом и других видимых повреждений, но пульс был очень частым, лицо бледным, а зрачки были сильно расширены. Стало понятно, что речь, скорее всего, идёт о сильном повреждении позвоночника. В госпитале Святого Рафаэля в Лёвене профессор Де Луз, сделав рентгеновские снимки, поставил Вильнёву диагноз: смертельный перелом шеи в месте, где позвоночник соединяется с черепом. Узнав об аварии, его жена, находившаяся в Монако, немедленно выехала в Бельгию. У Вильнёва был повреждён спинной мозг, что означало невозможность его реанимации при остановке сердца. Вскоре у него наступила клиническая смерть и все попытки его спасти оказались тщетны. В 21:12 того же дня Жиля Вильнёва не стало.

## Факты
- После аварии на Гран-при Италии 1980 года поворот на трассе Имола, в котором вылетел Вильнёв, был назван в его честь.
- 21 ноября 1981 года Вильнёв на взлетной полосе военного аэродрома Истрана, управляя Ferrari 126 CK, с которой для уменьшения лобового сопротивления были сняты антикрылья, смог на дистанции в 1 км опередить истребитель F-104 Starfighter итальянских ВВС[2].
- Играл на тромбоне и фортепиано. Так, во время забастовки пилотов в 1982 году, он совместно с Элио де Анджелисом развлекал игрой на рояле запершихся в отеле в Кьялами гонщиков, пока они все ожидали результатов переговоров с FISA и Экклстоуном.

## Результаты гонок в Формуле-1
| Легенда к таблице |                                                                    |
| --- | ------------------------------------------------------------------ |
| В таблице перечислены результаты всех Гран-при Формулы-1, в которых принимал участие гонщик. Строками таблицы являются сезоны, столбцами — этапы чемпионата мира. В каждой клетке указаны сокращённое название этапа и результат, дополнительно обозначенный цветом. Расшифровка обозначений и цветов представлена в нижеследующей таблице. |                                                                    |
| \| Пример \| Описание \| \| ------------ \| ------------------------------------------------------------------ \| \| 1 \| Победитель \| \| 2 \| Второе место \| \| 3 \| Третье место \| \| 5 \| Финишировал, заработав очки \| \| Сход \| Не финишировал, но при этом заработал очки \| \| 12 \| Финишировал, не получив очков \| \| НКЛ \| Финишировал, но не попал в финальную классификацию \| \| 15 \| Участвовал вне зачёта, либо по отдельной классификации \| \| 18 \| Не финишировал, но попал в финальную классификацию \| \| Сход \| Не финишировал \| \| НКВ \| Не прошёл квалификацию \| \| НПКВ \| Не прошёл предквалификацию \| \| ДСК \| Дисквалифицирован \| \| ИСК \| Исключён из протокола соревнований \| \| ТТ \| Заявлен для участия только в тренировках \| \| НС \| Участвовал в квалификации, но не стартовал в гонке \| \| Т \| Травмирован или болен \| \| ОТК \| Отказ от участия \| \| НТР \| Прибыл на соревнования, но на трассу не выезжал \| \| НПР \| Был заявлен в числе участников, но не прибыл к началу соревнований \| \| О \| Соревнования отменены \| \| \| Не участвовал \| \| Поул-позиция \| \| \| Быстрый круг \| \| |                                                                    |
| Пример | Описание                                                           |
| 1 | Победитель                                                         |
| 2 | Второе место                                                       |
| 3 | Третье место                                                       |
| 5 | Финишировал, заработав очки                                        |
| Сход | Не финишировал, но при этом заработал очки                         |
| 12 | Финишировал, не получив очков                                      |
| НКЛ | Финишировал, но не попал в финальную классификацию                 |
| 15 | Участвовал вне зачёта, либо по отдельной классификации             |
| 18 | Не финишировал, но попал в финальную классификацию                 |
| Сход | Не финишировал                                                     |
| НКВ | Не прошёл квалификацию                                             |
| НПКВ | Не прошёл предквалификацию                                         |
| ДСК | Дисквалифицирован                                                  |
| ИСК | Исключён из протокола соревнований                                 |
| ТТ | Заявлен для участия только в тренировках                           |
| НС | Участвовал в квалификации, но не стартовал в гонке                 |
| Т | Травмирован или болен                                              |
| ОТК | Отказ от участия                                                   |
| НТР | Прибыл на соревнования, но на трассу не выезжал                    |
| НПР | Был заявлен в числе участников, но не прибыл к началу соревнований |
| О | Соревнования отменены                                              |
| | Не участвовал                                                      |
| Поул-позиция |                                                                    |
| Быстрый круг |                                                                    |

| Сезон | Команда               | Шасси  | Двигатель       | Ш | 1        | 2        | 3        | 4        | 5        | 6     | 7        | 8        | 9        | 10       | 11       | 12       | 13       | 14       | 15       | 16     | 17       | Место | Очки    |
| ----- | --------------------- | ------ | --------------- | - | -------- | -------- | -------- | -------- | -------- | ----- | -------- | -------- | -------- | -------- | -------- | -------- | -------- | -------- | -------- | ------ | -------- | ----- | ------- |
| 1977  | Marlboro Team McLaren | M23    | Cosworth DFV V8 | G | АРГ      | БРА      | ЮАР      | СШЗ      | ИСП      | МОН   | БЕЛ      | ШВЕ      | ФРА      | ВЕЛ 11   | ГЕР      | АВТ      | НИД      | ИТА      | США      |        |          | —     | 0       |
| 1977  | Scuderia Ferrari      | 312 T2 | Ferrari 015 B12 | G |          |          |          |          |          |       |          |          |          |          |          |          |          |          |          | КАН 12 | ЯПО Сход | —     | 0       |
| 1978  | Scuderia Ferrari      | 312 T2 | Ferrari 015 B12 | M | АРГ 8    | БРА Сход |          |          |          |       |          |          |          |          |          |          |          |          |          |        |          | 9     | 17      |
| 1978  | Scuderia Ferrari      | 312 T3 | Ferrari 015 B12 | M |          |          | ЮАР Сход | СШЗ Сход | МОН Сход | БЕЛ 4 | ИСП 10   | ШВЕ 9    | ФРА 12   | ВЕЛ Сход | ГЕР 8    | АВТ 3    | НИД 6    | ИТА 7    | США Сход | КАН 1  |          | 9     | 17      |
| 1979  | Scuderia Ferrari      | 312 T3 | Ferrari 015 B12 | M | АРГ 12   | БРА 5    |          |          |          |       |          |          |          |          |          |          |          |          |          |        |          | 2     | 47 (53) |
| 1979  | Scuderia Ferrari      | 312 T4 | Ferrari 015 B12 | M |          |          | ЮАР 1    | СШЗ 1    | ИСП 7    | БЕЛ 7 | МОН Сход | ФРА 2    | ВЕЛ 14   | ГЕР 8    | АВТ 2    | НИД Сход | ИТА 2    | КАН 2    | США 1    |        |          | 2     | 47 (53) |
| 1980  | Scuderia Ferrari      | 312 T5 | Ferrari 015 B12 | M | АРГ Сход | БРА 16   | ЮАР Сход | СШЗ Сход | БЕЛ 6    | МОН 5 | ФРА 8    | ВЕЛ Сход | ГЕР 6    | АВТ 8    | НИД 7    | ИТА Сход | КАН 5    | США Сход |          |        |          | 12    | 6       |
| 1981  | Scuderia Ferrari      | 126 CK | Ferrari 021 V6T | M | СШЗ Сход | БРА Сход | АРГ Сход | САН 7    | БЕЛ 4    | МОН 1 | ИСП 1    | ФРА Сход | ВЕЛ Сход | ГЕР 10   | АВТ Сход | НИД Сход | ИТА Сход | КАН 3    | СИЗ ДСК  |        |          | 7     | 25      |
| 1982  | Scuderia Ferrari      | 126 C2 | Ferrari 021 V6T | G | ЮАР Сход | БРА Сход | СШЗ ДСК  | САН 2    | БЕЛ НС   | МОН   | ДЕТ      | КАН      | НИД      | ВЕЛ      | ФРА      | ГЕР      | АВТ      | ШВА      | ИТА      | СИЗ    |          | 15    | 6       |